# Mézières-en-Drouais
Mézières-en-Drouais é uma comuna francesa na região administrativa do Centro, no departamento Eure-et-Loir. Estende-se por uma área de 8,41 km². Em 2010 a comuna tinha 1 094 habitantes (densidade: 130,1 hab./km²).